# Lachenalia pallida
Lachenalia pallida är en sparrisväxtart som beskrevs av William Aiton. Lachenalia pallida ingår i släktet Lachenalia och familjen sparrisväxter. Inga underarter finns listade i Catalogue of Life.